# Uvaria lastoursvillensis
Uvaria lastoursvillensis är en kirimojaväxtart som beskrevs av François Pellegrin. Uvaria lastoursvillensis ingår i släktet Uvaria och familjen kirimojaväxter. Inga underarter finns listade i Catalogue of Life.